# José Xavier de Albuquerque Moniz e Sousa
José Xavier de Noronha e Camões de Albuquerque Moniz e Sousa (24 de abril de 1741 — Rio de Janeiro, 27 de dezembro de 1811) foi um ilustre nobre português e um monárquico fervoroso. Politicamente poderoso e muito influente, era o 4.º Marquês de Angeja e ainda 6.º conde de Vila Verde, correspondendo ao décimo-sexto morgado de Vila Verde dos Francos.

## Biografia
A sua mãe era filha do terceiro Marquês de Alegrete e a sua avó era filha do primeiro Duque do Cadaval, o que quer dizer que José Xavier tinha ligações familiares ao monarca português.
Rico e poderoso, possuía várias terras em Vila Verde dos Francos e em Angeja. Em 1769 casou-se com uma das filhas do 2º Marquês do Lavradio e 5º Conde de Avintes, D. Francisca Teresa de Almeida, o que lhe trouxe ainda maior influência política. Este casamento aproximou ainda mais o marquês do monarca vito que D. Francisca ainda reservava vestígios de sangue de Bragança.
Tinha uma reputação invejável, profundo defensor do Rei e um legítimo nobre. Através dos casamentos dos seus filhos, travou mais ligações com outras ilustres e típicas casas portuguesas como a de Alvito, Oriola, Valadares, Alegrete, Abrantes, Belas e Torres Vedras. Com isto aumentou incessantemente a sua influência ao lado do Rei português e era invejado por muitos cortesãos.
Acompanhou a família real ao Brasil, em 1807, onde chegou ao elevado posto de marechal do exército. Gentil-Homem da câmara da rainha D. Maria I de Portugal, grã-cruz da Ordem de Santiago e da Torre Espada (antiga), 10.º senhor das vilas de Angeja, Bemposta e parte da do Pinheiro, e 10.° senhor da mesma vila; comendador das comendas que andavam na casa de seu pai, em verificação de vida concedida nestes e outros bens da coroa e ordens, e mercê do Forte e Casas com todas as suas pertenças que naquela época ocupava e se achava em posse, situadas na Junqueira (Lisboa, Bairro de Belém), em propriedade e como patrimoniais, para ficarem unidas em morgado aos vínculos da sua casa, e de uma vida mais fora da Lei Mental, em remuneração dos serviços de seu pai, por decreto de 14 de Junho de 1804.
Foi conselheiro de Estado e do Conselho Supremo Militar e de Justiça no Rio de Janeiro; presidente do Desembargo do Paço, da Mesa da Consciência e Ordens, e da Junta da Administração do Tabaco; padroeiro da igreja de São João da Praça de Lisboa; tenente-general do exército, governador das armas da Corte.
Sucedeu à casa e a todas as honras de seu pai a 11 de março de 1788. Por decreto de 13 de maio e carta de 2 de junho de 1804, teve as honras de marquês parente, concedidas na regência do príncipe D. João, e por decreto de 14 de Junho de 1804 concessão de mais uma vida nos títulos da casa, fora da Lei Mental.
Faleceu em 1811, após ter vivido uma vida de extremos sucessos e de ter gozado de uma posição social e económica que poucos conseguiram alcançar.

## Casamento
Em 23 de janeiro de 1768 se casou com Francisca Teresa de Almeida, filha do 2º Marquês de Lavradio e 5º conde de Avintes.

## Filhos
- D. Pedro José de Noronha (7 de abril de 1771-27 de maio de 1804 solteiro) 7.º conde de Vila Verde e 5.º Marquês de Angeja. Gentil-Homem da câmara de D. Maria I de Portugal, coronel do regimento de cavalaria do Cais. Teve o título de marquês ainda em vida de seu pai, e pelo seu falecimento sucedeu-lhe no título seu irmão D. João de Noronha, abaixo.
- D. Mariana José Rita do Carmo Baltazar de Noronha
- D. Francisca Maria do Carmo de Aires de Noronha, que casou com Luis Teles da Silva Caminha e Menezes, 5º Marquês de Alegrete
- D. Luis José Maria António Mamede Baltazar de Noronha
- D. Maria do Carmo Josefa Antónia Rita Caetana de Noronha
- D. Maria do Carmo Rosa Cecília Xavier de Noronha, que casou com D. Álvaro António de Noronha Abranches Castelo-Branco, 1º Marquês de Torres Vedras e 7º Conde de Valadares
- D. José António Sebastião Xavier de Noronha
- D. Luisa Rita Benedita Simoa do Carmo de Noronha
- D. António José Tomás Rita do Carmo Gaspar de Noronha
- D. Diogo José Quintino Melchior do Carmo de Noronha
- D. Rita Maria José do Carmo Bibiana Xavier de Noronha, que casou com Fernando Cândido Lobo da Silveira Quaresma, 14º Barão de Alvito e 9º Conde de Oriola
- D. João de Noronha Camões de Albuquerque Sousa Moniz (1788-1827), casou com D. Maria Antónia da Piedade de Lancastre, filha dos Condes de Abrantes, depois com D. Juliana José de Assis da Camara, filha dos Senhores das Ilhas Desertas, e pela terceira com D. Mariana de Castelo-Branco, filha da 1ª Marquesa de Belas e neta do 5º Conde de Pombeiro, irmã do 1º Conde da Figueira e cunhada do 6º Visconde de Asseca, do 7º Conde da Ponte e do 1º Marquês de Penafiel.
- D. Francisco José António Elias Gaspar do Carmo de Noronha.